# Sarah Hammer
Sarah Kathryn Hammer (Redondo Beach, 18 de agosto de 1983) es una deportista estadounidense que compite en ciclismo en la modalidad de pista, especialista en las pruebas de persecución y ómnium. Ha sido ocho veces campeona mundial (cinco en persecución individual, dos en ómnium y una en persecución por equipos).
Participó en tres Juegos Olímpicos de Verano, entre los años 2008 y 2016, obteniendo en total cuatro medallas de plata, dos en Londres 2012, en las pruebas de persecución por equipos (junto con Dotsie Bausch, Lauren Tamayo y Jennie Reed) y ómnium, y las otras dos en Río de Janeiro 2016, repitiendo medallas en las mismas pruebas (en persecución haciendo equipo con Kelly Catlin, Chloe Dygert y Jennifer Valente).
Ganó 15 medallas en el Campeonato Mundial de Ciclismo en Pista entre los años 2006 y 2017.

## Medallero internacional
| Juegos Olímpicos   | Juegos Olímpicos           | Juegos Olímpicos  | Juegos Olímpicos        |
| Año                | Lugar                      | Medalla           | Competición             |
| ------------------ | -------------------------- | ----------------- | ----------------------- |
| 2012               | Londres (Reino Unido)      | Medalla de plata  | Persecución por equipos |
| 2012               | Londres (Reino Unido)      | Medalla de plata  | Ómnium                  |
| 2016               | Río de Janeiro (Brasil)    | Medalla de plata  | Persecución por equipos |
| 2016               | Río de Janeiro (Brasil)    | Medalla de plata  | Ómnium                  |
| Campeonato Mundial |                            |                   |                         |
| Año                | Lugar                      | Medalla           | Competición             |
| 2006               | Burdeos (Francia)          | Medalla de oro    | Persecución individual  |
| 2007               | Palma de Mallorca (España) | Medalla de oro    | Persecución individual  |
| 2008               | Mánchester (Reino Unido)   | Medalla de plata  | Persecución individual  |
| 2010               | Ballerup (Dinamarca)       | Medalla de oro    | Persecución individual  |
| 2011               | Apeldoorn (Países Bajos)   | Medalla de oro    | Persecución individual  |
| 2011               | Apeldoorn (Países Bajos)   | Medalla de plata  | Persecución por equipos |
| 2011               | Apeldoorn (Países Bajos)   | Medalla de plata  | Ómnium                  |
| 2012               | Melbourne (Australia)      | Medalla de bronce | Ómnium                  |
| 2013               | Minsk (Bielorrusia)        | Medalla de oro    | Persecución individual  |
| 2013               | Minsk (Bielorrusia)        | Medalla de oro    | Ómnium                  |
| 2014               | Cali (Colombia)            | Medalla de oro    | Ómnium                  |
| 2014               | Cali (Colombia)            | Medalla de plata  | Persecución individual  |
| 2016               | Londres (Reino Unido)      | Medalla de oro    | Persecución por equipos |
| 2016               | Londres (Reino Unido)      | Medalla de bronce | Ómnium                  |
| 2017               | Hong Kong (China)          | Medalla de plata  | Puntuación              |